# Stefano Raffaele
Stefano Raffaele, né le 15 mars 1970 à Milan en Italie, est un scénariste et dessinateur de bande dessinée italien.

## Biographie
Né à Milan en Italie, Stefano Raffaele fait ses débuts sur le fumetti Lazarus Ledd no  4 en 1994 avant de partir, l'année suivante, aux États-Unis où il a travaillé sur les séries comics telles que New Gods, Birds of Prey, Batman, X-Men, Facteur-X, Conan le Barbare et d'autres.
En 2000, il dessine Arkhain, une mini-série de science-fiction publiée par Marvel Italia. Il est l'auteur de la série d'horreur Fragile qui figurait dans le magazine Métal hurlant.
À partir de 2007, il travaille avec Christophe Bec pour Pandemonium (2007), Sarah (2008), Under (2010), Prométhée (2011), Deepwater Prison (2014), Sanctuaire Genesis (2015), Olympus Mons (2016).

## Adaptation cinématographique
Fragile sera transposée aux écrans, réalisé par Eduardo Rodriguez.
En 2018, Actualitté annonce l'adaptation au cinéma de la série Under.

## Publications

### Fumetti
Les numéros suivi d'un (*) représentent les dessins sur la couverture.
- Lazarus Ledd #4 ; #12-17* (Star Comics, 1994)
- Il potere e la gloria #0-1 ; #2*, 4-5* (Liberty, 1994-1996)
- Arkhain #1-4 (Panini, 2000-2001)
- Mono #1-2 (Tunué Edizioni, 2006-2007)
- La pupa e il secchione(Mediaset, 2006)
- Fragile #1-2 (Saldapress, 2009)[4]
- Caravan #2 (Bonelli, 2009)

### Comics
- X-men Adventures III #7 (Marvel Comics, 1995)
- Underworld unleashed (DC Comics, 1995)
- Timewalker #15* (Valiant, 1995)
- Eternal warrior #37, 38, 41-42 (Valiant, 1995)
- X-O Manowar Yearbook (Valiant, 1995)
- X-Factor #117-118, 124-126 (Marvel Comics, 1995-1996)
- New Gods #7, 10-11 (DC Comics, 1996)
- Birds of Prey Revolution #1 (DC Comics, 1997)
- Batman - Shadow of the bat Annual (DC Comics 1997)
- The Batman - Chronicles Gallery (DC Comics, 1997)
- Batman: Secret files #1 (DC Comics, 1997)
- Conan - The Lord of the spiders #1-3 (Marvel Comics, 1998)
- Conan - Scarlet Sword #1-3 (Marvel Comics, 1999)
- Hellboy: Weird Tales #1 (Dark Horse Comics, 2003)
- Hawkeye #1-6 (Marvel Comics, 2004)
- Attila (Seven Sept, 2005)
- Dragonlance Chronicles - Book 1 #6 (Devil's Due Publishing, 2005)
- Fragile TPB (Humanoids Publishing/DC Comics, 2006)
- Tales of horror #1 (Wildstorm, 2007)
- The Texas Chainsaw Massacre - CUT! (Wildstorm, 2007)
- The Blackburne Covenant  #1-2-3-4 (Dark Horse, 2003)

### Autres
- Alan Moore: portrait of a extraordinary gentleman (Abiogenesis Press, 2003)
- Metal Hurlant #4,7-14 (Humanoids Publishing, 2003)
- 24 Hour Italy Comics (24hic Day, 2005 - Milan)